# Peter N. Goodfellow
Peter Neville Goodfellow (* 4. August 1951) ist ein britischer Genetiker.
Goodfellow studierte an der Universität Bristol Mikrobiologie mit dem Bachelor-Abschluss 1972 und wurde 1975 bei Walter Bodmer an der Universität Oxford promoviert. 1992 bis 1996 war er Balfour Professor für Genetik an der Universität Cambridge.
Mit Robin Lovell-Badge entdeckte er die Sex determining region of Y (SRY Gen), ein geschlechtsbestimmendes Gen. Es gibt aber noch ein Netzwerk weiterer an der Geschlechtsbestimmung beteiligter Gene, an denen Goodfellow auch forschte.
1995 erhielt er mit Lovell-Badge den Louis-Jeantet-Preis und beide erhielten 1997 den Amory-Preis.
Er ist Fellow der Royal Society (1992) sowie Mitglied der Academia Europaea (1994) und wurde 2002 Ehrendoktor der Universität Bristol.
Er ist mit der Physikerin Julia Goodfellow (* 1951) verheiratet, die der British Science Association von 2009 bis 2014 vorstand.